# Siener van Rensburg
Siener van Rensburg (właśc. Nicolaas Pieter Johannes "Niklaas" lub "Siener" Janse van Rensburg ur. 30 sierpnia 1864, zm. 11 marca 1926) – Bur z Republiki Południowoafryańskiej, późniejszy obywatel Związku Południowej Afryki, przez Afrykanerów uznany za proroka. 
Nicolas Van Rensburg głosząc przepowiednie spowodował, że jego przezwiskiem stało się słowo Siener, co w języku afrikaans oznacza osobę, która widzi przyszłość. Jego przepowiednie ubrane były w specyficzny, patriotyczno-religijny format. W okresie II wojny burskiej stał się zaufanym towarzyszem generała Koosa de la Reya oraz prezydenta Martinusa Theunisa Steyna. Jakkolwiek jego doradztwo obu politykom jest dyskusyjne, to w oczach religijnego Koosa de la Reya był postrzegany jako prorok wysłany przez Boga. Podobną opinię wyrażał Adriaan Snyman, który poświęcił van Rensburgowi dwie książki.
Siener van Rensburg był wiernym Nederduitsch Hervormde Kerk. W wieku 21 lat został starszym kościoła. W 1884 roku poślubił Annę Sophię Kruger. 
Około 700 wizji Sienera van Rensburga zostało zapisanych; pierwszej wizji doświadczył w wieku 7 lat, ostatniej tuż przed śmiercią. Większość wizji było spisywanych przez jego córkę Annę Badenhorst. Dotyczyły one m.in. wybuchu II wojny burskiej, wybuchu I wojny światowej, śmierci generała de la Reya, narodzin komunizmu, epidemii hiszpanki w 1918, powstanie niepodległej Irlandii, masowej laicyzacji, utraty wszystkich kolonii przez Wielką Brytanię, katastrofy w Czarnobylu, powszechności pornografii, epidemii AIDS, wojny w Bośni i Hercegowinie, przekazania władzy czarnym w 1994 w RPA, rozwodu i śmierci księżnej Diany.
Niewypełnione proroctwa dotyczą między innymi całkowitej zagłady Japonii w wyniku trzęsienia ziemi, napięć rasowych i etnicznych w Rosji i Europie w wyniku których wybuchnie III wojna światowa (w której USA i Niemcy będą walczyć ramię w ramię), totalnej zagłady Anglii.